# Empire (álbum de Queensrÿche)
Empire es el cuarto álbum de estudio de la banda de metal progresivo Queensrÿche, lanzado a la venta en 1990. 
Sucesor de Operation: Mindcrime, este trabajo es uno de los más destacados y mejor vendidos en la historia del grupo.
La power ballad "Silent Lucidity" se transformó en un hit crossover, alcanzando el puesto #1 en el Mainstream Rock Tracks y el puesto #9 en el Billboard Hot 100, lo que ayudó al disco a erigirse en triple platino. Otras canciones destacadas del álbum son "Best I Can", "Another Rainy Night (Without You)", "Empire" y "Anybody Listening?".
A diferencia del netamente conceptual Operation: Mindcrime, este disco carece de una narrativa concreta, y se enmarca dentro de un formato de canciones de heavy metal melódico, con perfil comercial y detalles progresivos.
Entre los temas extra de la reedición de Empire se incluyó una versión de "Scarborough Fair", original de Simon & Garfunkel.

## Lista de canciones
1. "Best I Can" (DeGarmo) – 5:35
2. "The Thin Line" - (DeGarmo, Tate, Wilton) – 5:42
3. "Jet City Woman" (Tate) – 5:21
4. "Della Brown" (DeGarmo, Rockenfield, Tate) – 7:04
5. "Another Rainy Night (Without You)" (DeGarmo, Jackson, Tate) – 4:29
6. "Empire" (Tate, Wilton) – 5:24
7. "Resistance" (Tate, Wilton) – 4:50
8. "Silent Lucidity" (DeGarmo) – 5:47
9. "Hand on Heart" (DeGarmo, Tate, Wilton) – 5:33
10. "One and Only" (DeGarmo, Wilton) – 5:54
11. "Anybody Listening?" (DeGarmo, Tate) – 7:41

## Bonus tracks
1. "Last Time in Paris" - (DeGarmo, Tate) - 3:57
2. "Scarborough Fair" - (Simon, Garfunkel) - 3:50
3. "Dirty Lil Secret" - (DeGarmo, Tate) - 4:07

## Personal
Queensrÿche
- Geoff Tate - Voz líder, teclados
- Michael Wilton - Guitarra, coros
- Chris DeGarmo - Guitarra, coros
- Eddie Jackson - Bajo, coros
- Scott Rockenfield - Batería y percusión

Créditos
- Michael Kamen - Orquestaciones
- Peter Collins - Productor
- James Barton - Ingeniero
- Paul Northfield - Ingeniero

## Posicionamiento
Billboard (Norteamérica)
| Año  | Listas            | Posición |
| ---- | ----------------- | -------- |
| 1990 | The Billboard 200 | 7        |

## Sencillos
Billboard (Norteamérica)
| Año  | Sencillos                           | Listas                 | Posición |
| ---- | ----------------------------------- | ---------------------- | -------- |
| 1990 | "Best I Can"                        | Mainstream Rock Tracks | 28       |
| 1990 | "Empire"                            | Mainstream Rock Tracks | 22       |
| 1991 | "Another Rainy Night (Without You)" | Mainstream Rock Tracks | 7        |
| 1991 | "Jet City Woman"                    | Mainstream Rock Tracks | 6        |
| 1991 | "Silent Lucidity"                   | Mainstream Rock Tracks | 1        |
| 1991 | "Silent Lucidity"                   | The Billboard Hot 100  | 9        |
| 1992 | "Anybody Listening?"                | Mainstream Rock Tracks | 16       |